# Flemingia tuberosa
Flemingia tuberosa är en ärtväxtart som beskrevs av Nicol Alexander Dalzell. Flemingia tuberosa ingår i släktet Flemingia och familjen ärtväxter. Inga underarter finns listade i Catalogue of Life.